# Riesenberg

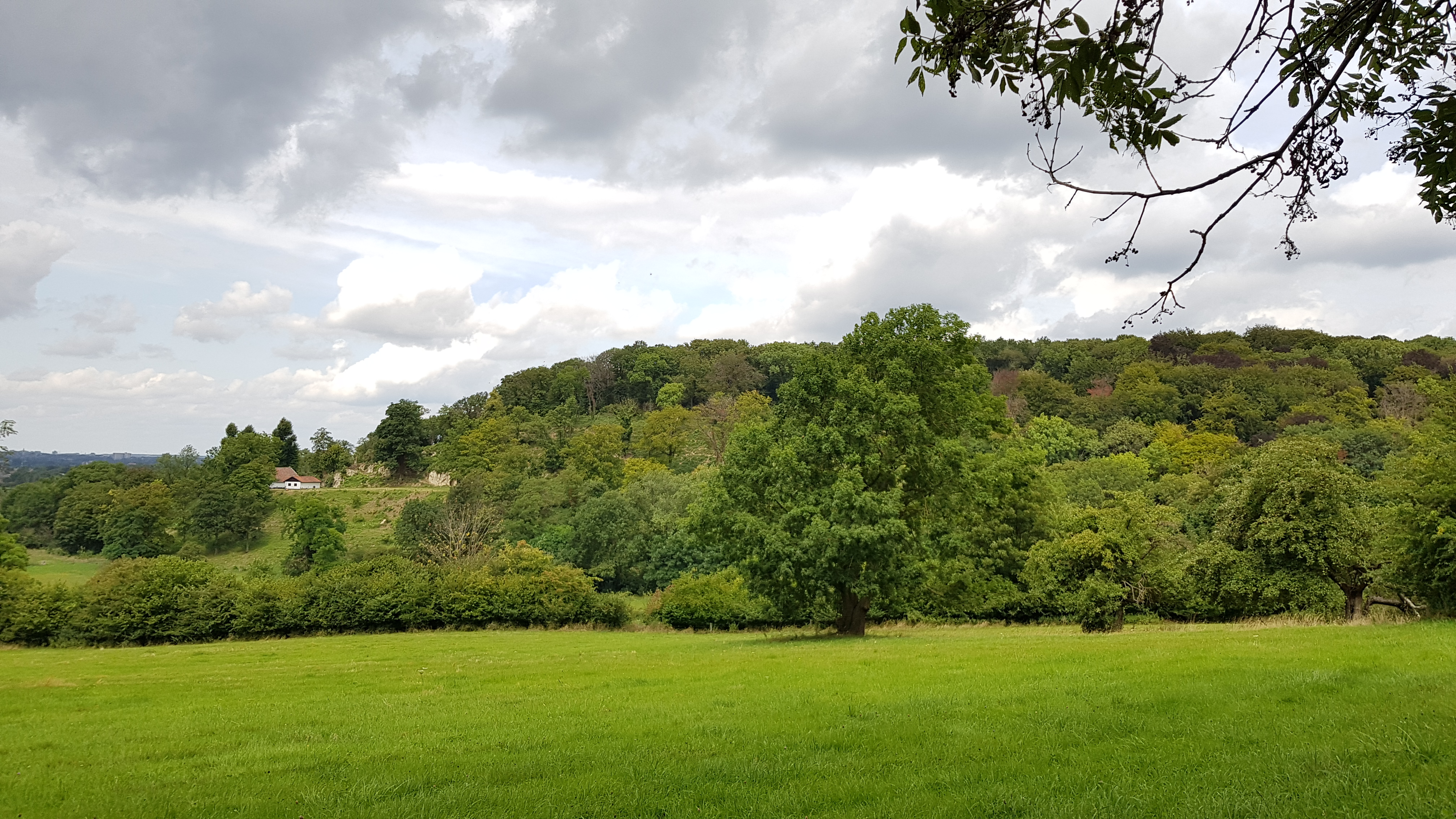
Riesenberg en Huis De Beuk met Dorregrubbe op de voorgrond

De Riesenberg of Wijngaardsberg is een heuvel in de Nederlandse gemeente Eijsden-Margraten. De heuvel ligt ten noordoosten van Gronsveld en ten zuidwesten van Cadier en Keer in het noordelijke deel van het Savelsbos. De heuvel ligt aan de westelijke rand van het Plateau van Margraten in de overgang naar het Maasdal. Ter plaatse duikt het plateau een aantal meter steil naar beneden.
Ten zuidoosten van de Riesenberg ligt het droogdal Dorregrubbe die de Riesenberg scheidt van de Trichterberg. Dit droogdal mondt ten zuiden van de Riesenberg uit in het Maasdal en loopt van daar richting Cadier en Keer en verder. Aan de achterzijde van de Riesenberg ligt, gezien vanuit het Maasdal, een van de weinige bronnen in het Savelsbos, namelijk De Fontein. Op de Riesenberg staat ook de historische Hotsboom.
De heuvel heeft een hoogte van 118,9 meter boven NAP, terwijl aan de voet van de heuvel in de Dorregrubbe het 65 meter boven NAP is.
De Riesenberg is van oorsprong de enige plek in het Savelsbos waar op het plateau een beukenbos te vinden is.

## Geschiedenis
In de Romeinse tijd werd er in Limburg wijn verbouwd. De naam van de heuvel is een verbastering van Wiegersberg en dat betekent wijngaardberg.
Op de Riesenberg leefden er in de 18e en 19e eeuw verschillende kluizenaars.
In 1848 werd op de Riesenberg de boswachterswoning Huis De Beuk opgetrokken, gelegen op de zuidwestelijke helling op een kop van de heuvel.
Sinds 1953 is het Savelsbos inclusief het bosgebied van deze heuvel in beheer van Staatsbosbeheer.

## Groeves
Op de Riesenberg liggen verschillende groeves, waaronder:
- Groeve de Hel
- Riesenberggroeve
- Groeve boven op de Riesenberg
- Varkensgatgroeve